# Джиджихабль
Джиджихабль (адыг. Джэджэхьабл) — аул в Теучежском муниципальном районе Республики Адыгея России. Центр Джиджихабльского сельского поселения.
Расположен на берегу залива Краснодарского водохранилища (ранее нижнее течение реки Марты).
Название происходит от адыгского личного имени адыг. Джэджэкъо и переводится как «аул Джеджа».

## История
Основан в 1840 году.

## Население
| 1926 | 2002 | 2010 | 2013 | 2014 | 2015 | 2016 |
| ---- | ---- | ---- | ---- | ---- | ---- | ---- |
| 936  | ↘753 | ↘749 | ↗751 | ↘744 | ↘733 | ↘732 |
| 2017 | 2018 | 2019 | 2020 | 2021 | 2023 | 2024 |
| ↗748 | ↗754 | ↘741 | ↘724 | ↗731 | ↘691 | ↘679 |

По данным Всероссийской переписи 2021 года:
| Народ               | Численность, чел. | Доля от всего населения, % |
| ------------------- | ----------------- | -------------------------- |
| адыги (черкесы)     | 584               | 79,89 %                    |
| русские             | 80                | 10,94 %                    |
| другие / не указано | 67                | 9,16 %                     |
| всего               | 731               | 100,0 %                    |

## Улицы
- Больничная
- Гагарина
- Красная
- Лермонтова переулок
- М. Апсалямова
- Хакурате
- Хачака

Ранее в ауле существовали кварталы: Хубытевых, Джаримоковых, Хахупоковых, Магу, Нехая, Хутызов, Гошемидов.